# Gutar

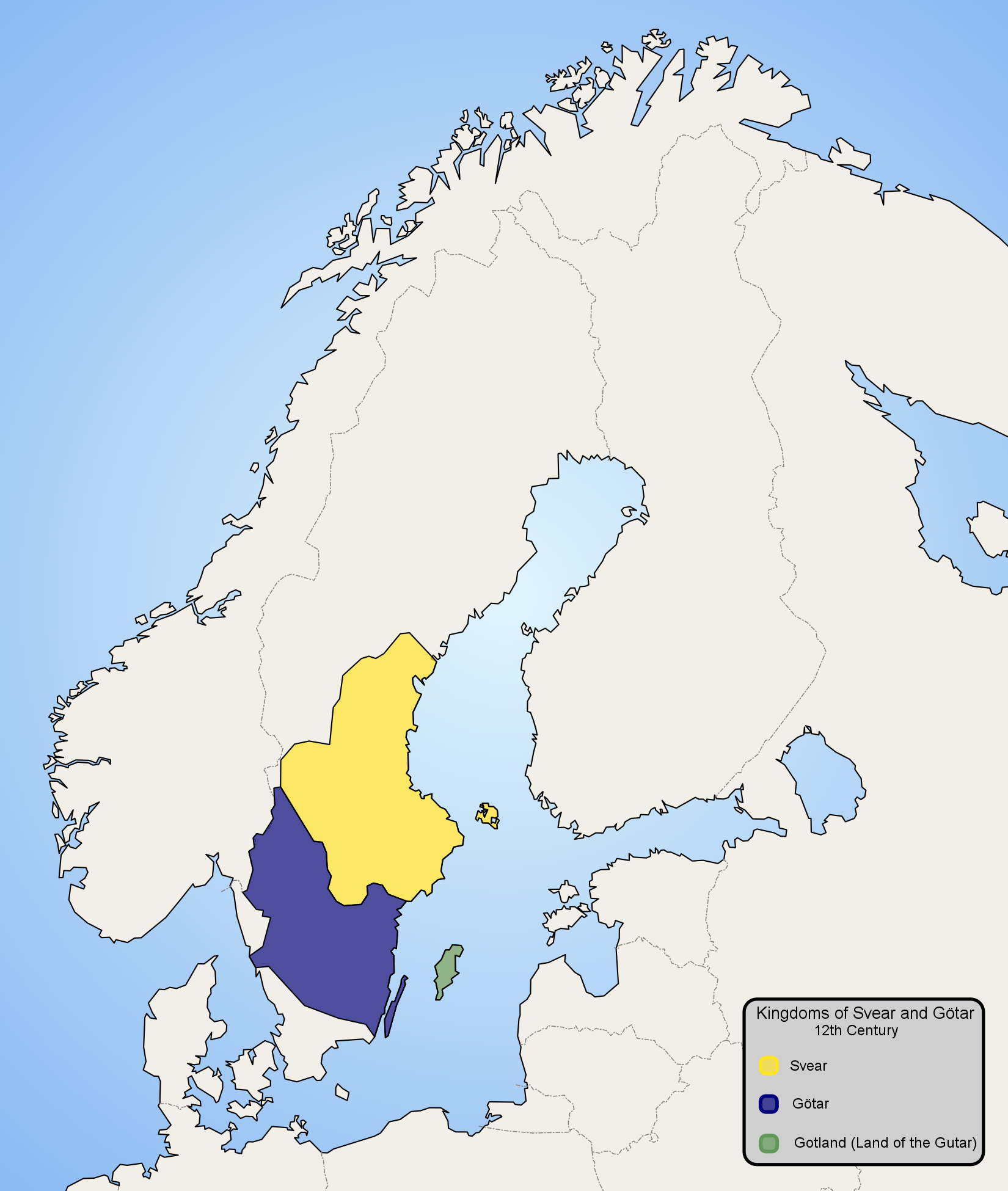
Sverige på 1100-talet, före införlivningen av Finland under 1200-talet.
Gutar
Svear
Götar

Gutar är det gutniska/gotländska namnet för gotlänningar och hette så tidigare även på fornsvenska och forndanska. I singularis sade man förr på Gotland antingen "gute" eller "gut" och adjektivformen kunde vara både "gutnisk" och "gutisk. Namnet torde härröra från ett äldre urgermanskt gut- med betydelsen ’utgjuta’, möjligen som en beteckning för män och är formellt identiskt med folknamnet goter. Gutarnas språk kallas under sitt äldsta skede forngutniska och var så säreget att det räknas som en särskild gren av de nordiska språken.
Traditionen berättar att gutarna skall ha fått sitt namn från en man vid namn Gute, sonson till Gotlands upptäckare Tjelvar. Tillsammans med sina bröder Graip och Gunfjaun delade han på Gotland vid föräldrarnas död, men behöll själv överstyrelsen. Från dessa tre härstammade sedan den gutniska befolkningen.
Ordet gutar används än idag som beteckning för infödda gotlänningar, särskilt av gutarna själva.

## Förbindelsen med goterna

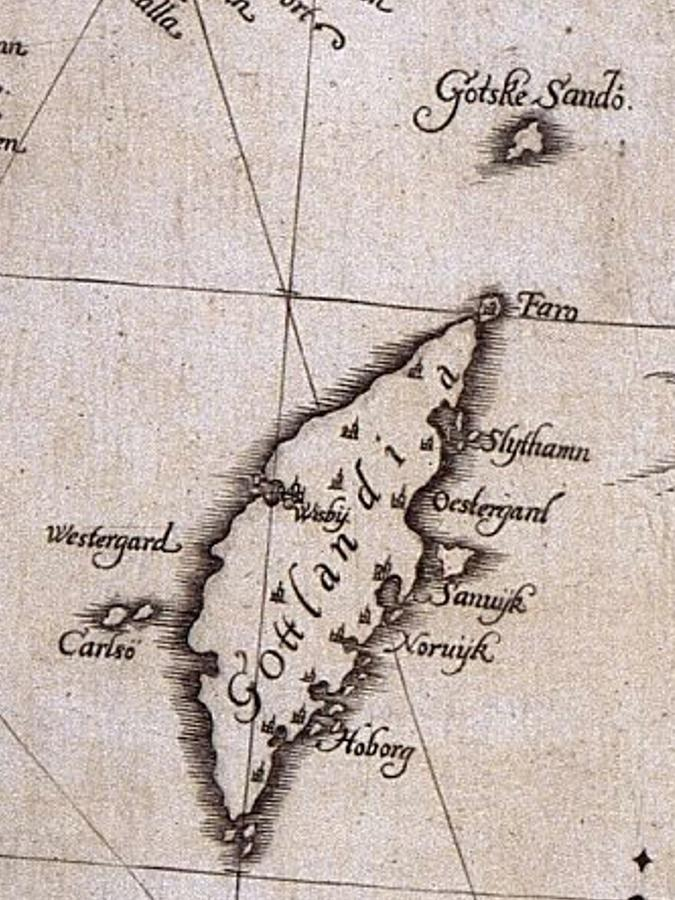
Gotland på en karta från 1626.

Enligt Gutasagan, som är ett bihang till Gutalagen, nedtecknad i slutet av 1200-talet, skall en tredjedel av Gotlands befolkning ha utvandrat söderut någon gång i forntiden. En del forskare har velat se detta som en reminiscens av goternas utvandring till det europeiska fastlandet. Enligt goternas egen historieskrivare Jordanes, hävdade goterna sitt ursprung från ön Scandza som skall ha legat i Östersjön rakt utanför floden Wisłas mynning i Polen och haft formen av ett löv. På denna ö räknar Jordanes upp många folk, som sedermera har identifierats med skandinaviska stammar.
I isländska källor benämnes gutarna gotar. Samma namn används på det fornisländska språket även för att beteckna goterna  med tillhörande adjektivet gotneskr som betyder både gotisk och gotländsk. Ordet gutar är den motsvarande fornöstnordiska termen för både goter och gotlänningar, med tillhörande adjektivet gutniskr. När det latinska ordet "gothi" lånades in i de skandinaviska språken i formen "goter" föll det inhemska ordet, tidigare bevarat i sånger och sägner, så småningom i glömska, förutom på Gotland där invånarna använder det som självbenämning än idag. Att gutarnas och goternas namn är identiska kan vara anledningen till att gotlänningarna så sällan nämns i antika skrifter. Man skilde dem helt enkelt inte åt.
Det har hävdats av lingvister som Elias Wessén och Dietrich Hoffman att det gotiska språket skall stå särskilt nära de nordiska tungomålen sett ur ett språkhistoriskt perspektiv och då i synnerhet gutniskan på Gotland. I en avlägsen forntid tänker man sig att den östgermanska språkgruppen (till vilken gotiskan hör) och den nordgermanska utgjort en särskild gren skild från den västgermanska. Benämningen på tamdjuret får på både gotiska och gutniska är lamb, vilket är unikt bland germanska språk, som annars har olika beteckningar för fåret och dess ungar.
Andra historiker  menar att namnen gutar och goter, ehuru identiska, uppstått oberoende av varandra eller genom influenser, samt att de språkliga likheter som framhållits beror på tillfälligheter. Man kan heller inte söka stöd för att goterna kom från Gotland genom att rådfråga gamla stamsagor, hävdar man, då dessa traderats muntligen genom århundraden innan de slutligen nedtecknats, varvid källvärdet oomtvistligen är lågt.

## Gutar och geater

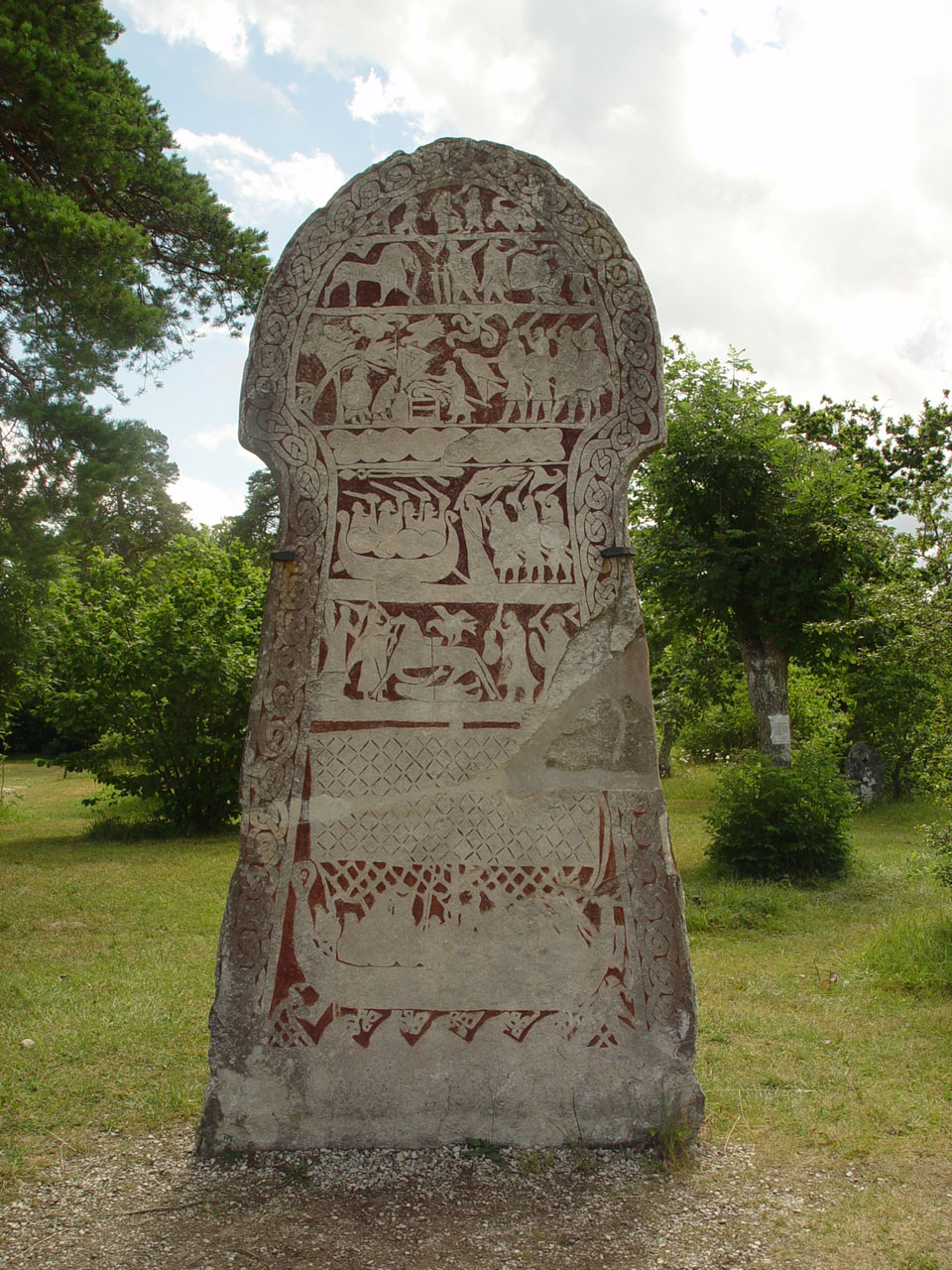
Bildsten från Stora Hammars, numera i Bungemuseet

Gutarna har även kopplats till folknamnet geater som förekommer i det fornengelska Beowulfkvädet. Så till exempel av professor Bo Gräslund. Argument som anförts av denne är förutom namnlikheten och en likartad etymologi det faktum att geaterna skildras som ett havsfolk. Ett epitet som förekommer i kvädet är sæ-geatas (havsgeater) och wedergeatas, varav det senare av såväl Sune Lindquist som Bo Gräslund tolkas som vädurgeater. Geaternas konungaborg skall ha legat vid havet, och alla kontakter geaterna företar med andra folkstammar sker över vatten. Detta passar enligt tesens förespråkare inte in på götarna men desto mer på gutarna. Beowulfkvädets geografiska uppgifter antyder att geaternas land skall ha legat öster om danernas rike, och ha täta kontakter med Svealand. Från "Geatland" kunde man enligt dikten färdas över ett hav till både Danmark, "Svealand" och "Finland", vilket i allt stämmer in på Gotland. Ytterligare en omständighet som pekar ut Gotland är att Beowulfkvädet beskriver geaternas land som varande en ö Man har även kopplat samman de strider mellan svearna och geaterna som återberättas i kvädet med Gutasagans uppgifter om svenska och gutniska konflikter vilka omsider ledde till att Gotland blev förbundet med Sveariket. Det har förklarats med att svearna historiskt sett hade sina huvudsakliga handelsintressen österut, och gutarna torde därvid ha utgjort förtretliga konkurrenter, medan exempelvis Västergötland inte var lika intressant för dem. När Gotland första gången nämns vid namn i Wulfstans resa är det som en provins tillhörande Sveaväldet, medan Västergötland ännu på 900-talet tycks ha agerat självständigt och haft sina huvudsakliga förbindelser västerut.
Arkeologen Gad Rausing försökte identifiera de geografiska kännetecknen i sagan och utifrån dem färdas samma väg som diktens hjälte Beowulf skall ha gjort från sitt geatiska hemland till Danmark. Han använde sig av samma typ av skepp som den tidens nordbor seglade och kom därvid fram till slutsatsen att geaterna torde vara samma folk som gutarna. Beowulf sägs i kvädet ha blivit begravd på en plats som hette Hronesnäs, vilken av Gad Rausing identifierades med den gotländska orten Rone (tidigare "Hrone") på sydöstra Gotland. Ej långt därifrån ligger en udde som tidigare kallades Arnkull, vilket betyder örnberget. Enligt Beowulfkvädet skall Beowulf ha dödats på en plats som hette Earnanäs, det vill säga örnudden. Ytterligare en händelse som anses styrka Beowulfs anknytning till Gotland är när svearnas konung Angantyr i Beowulfkvädet skall ha stupat i ett krigståg mot geaterna. På Gotland finns en gravhög i närheten av ett gravfält från järnåldern som ännu bär namnet Angantyrs rör.
Identifieringen av geaterna är dock inte avgjord. Ytterligare folkstammar som föreslagits vara identiska med geaterna är götarna och jutarna. För övrig och mer utförlig information i detta ämne se vidare geater.

## Förbundet med svearna
Gutarna kom så småningom under svearnas välde, ett förhållande som enligt Gutasagan skall ha skett frivilligt. Gutarna skall ha gått med på att betala skatt till svearna i utbyte mot militärt skydd och handelsförmåner. Emellertid skall svearna först ha angripit gutarna. "Många konungar stred på Gotland medan det var hedniskt. Dock behöll gutarna alltid segern och sin rätt. Sedan sände gutarna många sändebud till Sveariket, men ingen kunde skaffa fred förrän Avair Stråben av Alva socken. Han slöt först av alla fred med Sveakonungen" (Gutasagan). Tidpunkten för denna förening är omtvistad, men den torde ligga före slutet av 800-talet, eftersom ön enligt Wulfstans redogörelse redan då hörde till svearna. Om gutarna är identiska med geaterna i Beowulfkvädet, så skulle detta ha kunnat ske redan på 500-talet. Landet behöll dock ett högt mått av självstyre och kan beskrivas som en självständig bonderepublik i allians med svearna. Detta förhållande varade fram till den danske kungen Valdemar Atterdags annektering av Gotland år 1361 då det gutniska självstyret upphörde.

## De fria farmannabönderna
På grund av Gotlands centrala läge mitt i Östersjön, blev gutarna tidigt ett folk av köpmän. Gutarna grundade sin handelsmakt på öns fördelaktiga position mellan stora marknader och kom att agera som förmedlare av handeln mellan öst och väst. Det sammantagna värdet av Gotlands silverskatter under vikingatiden överträffar hela övriga Skandinaviens, vilket vittnar om en handelsnation av obestridd rang i Norden, helt ledande i Östersjön fram till dess att den konkurrerades ut av den framväxande Hansan på medeltiden. Gutarna var samtidigt bönder och köpmän, så kallade farmän, vilket på vikingatiden och medeltiden var ett mycket farligt yrke, då det fanns gott om sjörövare i Östersjön. Gotlands indelning och organisation under vikingatid och tidig medeltid vittnar om ett samhälle ständigt berett på strid. Väduren eller baggen tycks ha varit en tidig symbol för gutarna och återfinns än idag på landskapsvapnet.
Gutarnas högsta myndighet hette Gutnaltinget. Där samlades alla fria män för att rådgöra om landets väl och ve. Den hade funktionen av domstol och riksdag på samma gång och där behandlades angelägenheter gemensamma för hela ön liksom grövre brott. Den var belägen i Roma socken på Gotlands geografiska mittpunkt. Ordförande och statsöverhuvud var den så kallade landsdomaren vilken valdes gemensamt av den fria manliga befolkningen. Man dömde enligt Gutalagen. I övrigt var Gotland indelat i tre tredingar, Norder-, Medel- och Söder-treding, vilka fungerade som mindre juridiska och militära enheter, med var sitt överhuvud kallad tredingsdomare. Tredingarna var i sin tur indelade i två så kallade settingar, var och en med sin domare. Under settingarna stod de lokala tingen.
Beträffande gutarnas övriga historia se Gotlands historia